# Список умерших в 1801 году
В этой статье представлен список известных людей, умерших в 1801 году.
См. также: Категория:Умершие в 1801 году

## Февраль
- 7 февраля — Даниэль Ходовецкий, польский и немецкий художник.

## Март
- 24 марта — Павел I, император Всероссийский. Сын Екатерины II и Петра III, правнук Петра I, отец Александра I, Константина I и Николая I.
- 28 марта — Ральф Эберкрамби, сэр, английский генерал. Происходил из древней шотландской фамилии, родился в Тулибоде, в графстве Клакманнан.

## Май
- 13 мая — Мари́я Фелицита́ Викто́рия Саво́йская, принцесса Савойского дома, дочь сардинского короля Карла Эммануила III; отказалась от замужества и вела благочестивую жизнь в миру.

## Июнь
- 14 июня — Бенедикт Арнольд пятый, генерал-майор, участник войны за независимость США, прославился в боях на стороне американских повстанцев, но позже перешёл на сторону Великобритании.